# الاعواد (العدين)

تعديل مصدري - تعديل

الاعواد محلة تابعة لقرية الجحيفه العالي، التابعة لعزلة بني عبد الله بمديرية العدين إحدى مديريات محافظة إب في الجمهورية اليمنية، بلغ تعداد سكانها 72 حسب تعداد اليمن لعام 2004.